# Society for the Philosophy of Sex and Love
La Society for the Philosophy of Sex and Love est une société savante américaine de philosophie fondée en 1977 par le philosophe Alan Soble dont l'objet est de promouvoir l'étude de la sexualité humaine, de l'amour et des sujets associés. L'organisation parraine des conférences et des ateliers, et publie un bulletin annuel.

## Source de la traduction
- (en) Cet article est partiellement ou en totalité issu de l’article de Wikipédia en anglais intitulé « Society for the Philosophy of Sex and Love » (voir la liste des auteurs).